# Parc provincial de Moonshine Lake
Le parc provincial de Moonshine Lake (en anglais Moonshine Lake Provincial Park) est l’un des 75 parcs provinciaux de l'Alberta et est situé à 27 km à l'ouest et 7 km au nord de Spirit River.

## Toponymie
Le parc a été nommé en l'honneur du lac situé à l'intérieur de ses limites. Quant au lac, il doit son nom à un accident qui s'est produit dans les années 1920 quand deux résidents locaux transportant de l'alcool de contrebande (moonshine en anglais) y perdirent une partie de leur cargaison. 

## Faunes et flores
Beaucoup d’espèces d’oiseaux.